# Boves East Communal Cemetery
Boves East Communal Cemetery is een begraafplaats gelegen in de Franse plaats Boves (Somme) (Somme). De militaire graven worden onderhouden door de Commonwealth War Graves Commission.
De begraafplaats telt 15 geïdentificeerde Gemenebest graven uit de Eerste Wereldoorlog.